# Вест-Сайд
Вест-Сайд (англ. West Side, «западная сторона»; также Уэ́ст-Сайд, Вестсайд) — крупный район в западной части острова Манхэттен. На западе Вест-Сайд ограничен рекой Гудзон, на востоке, от Ист-Сайда, — 5-й улицей, Центральным парком и нижним Бродвеем. Основные кварталы, входящие в Вест-Сайд (с юга на север):
- Трайбека
- Сохо
- Вест-Виллидж
- Челси
- Адская кухня
- Верхний Вест-Сайд
- Манхэттен-Валли
- Морнингсайд-Хайтс
- Западный Гарлем

Несмотря на расположение Вест-Сайда, его активная застройка началась лишь с прокладкой вдоль 9-й авеню надземной железной дороги в 1870-х годах. С приходом Великой депрессии вплоть до 1960-х годов район переживал упадок, в нём в основном селились жители с небольшим достатком. Всего в 2009 году в Вест-Сайде насчитывалось приблизительно 420 000 жителей.
Главными автомагистралями, обслуживающими Вест-Сайд, являются Парковая автомагистраль имени Генри Хадсона (англ.) на севере и Вест-Сайд-Хайвей на юге. Под Вест-Сайдом пролегают линии IND Eighth Avenue и IRT Broadway — Seventh Avenue Нью-Йоркского метро.
|  |